# WWU世界ジュニアヘビー級王座
WWU世界ジュニアヘビー級王座（ダブリュダブリュユーせかいジュニアヘビーきゅうおうざ）は、かつて存在したプロレスのチャンピオンベルトである。なお、WWUとは「World Wrestling Union / ワールド・レスリング・ユニオン」の略称で、ヘビー級王座はドイツのローラン・ボックが保持していた。

## 概要
国際プロレスが1978年12月に創設し、ベルリンにてミレ・ツルノとマーティ・ジョーンズの間で王座決定戦を行い、勝利したツルノを初代王者に認定した。
その後、1979年5月6日に東京で阿修羅・原がツルノを破り王座を奪取。以降、ダイナマイト・キッド、ローラーボール・マーク・ロコ、ジプシー・ジョーなどを挑戦者に防衛戦を行ったが、1980年3月31日、剛竜馬を相手に9度目の防衛を果たした後にヘビー級転向のために王座を返上、そのまま封印となった。

## 歴代王者
| 歴代数 | レスラー     | 獲得日付     | 獲得した場所（対戦相手・その他） |
| ------ | ------------ | ------------ | -------------------------------- |
| 初代   | ミレ・ツルノ | 1978年12月   | ベルリン / マーティ・ジョーンズ  |
| 第2代  | 阿修羅・原   | 1979年5月6日 | 東京 / 1980年3月31日封印         |